# 夏野かをり
夏野 かをり（なつの かおり、1986年12月8日 - ）は、日本の元ストリッパー、元AV女優。
大阪東洋ショー所属、2005年8月1日に同劇場にてデビュー。
身長154cm・スリーサイズはB85・W59・H86、血液型はO型。

## 来歴・人物
東京都出身。
2010年8月1日付けのブログにて同年12月での引退を発表した。2010年12月30日予告どおり引退、ブログも更新停止となった。
趣味は料理・運動・買い物・ゲーム（PSP）・漫画（GTO）